# 查利·贝尔
查利·贝尔（英語：Charlie Bell，1979年3月12日—），美国NBA联盟前职业篮球运动员。